# San Elpidio (Banco de Grava)
San Elpidio (Banco de Grava) es una ranchería del municipio de Balancán ubicado en la subregión de los Ríos del estado mexicano de Tabasco.

## Geografía
La localidad se ubica a 23.6 kilómetros (en dirección sur) de la localidad de Balancán de Domínguez, la cabecera y lugar más poblado del municipio. Se sitúa en las coordenadas geográficas 18°01′00″N 91°33′51″O / 18.016667, -91.564167, a una elevación de 19 metros sobre el nivel del mar.

## Demografía
Según el Conteo de Población y Vivienda 2020, efectuado por el Instituto Nacional de Estadística y Geografía, la localidad de San Elpidio (Banco de Grava) tiene 87 habitantes, de los cuales 34 son del sexo masculino y 53 del sexo femenino. Su tasa de fecundidad es de 2.39 hijos por mujer y tiene 25 viviendas particulares habitadas.
| Gráfica de evolución demográfica de San Elpidio (Banco de Grava) entre 1970 y 2020 |
|                                                                                    |
| INEGI.                                                                             |